# Takashi Kitamura
Takashi Kitamura (jap. 北村 隆, Kitamura Takashi; * 15. Mai 1977 in Myōkōkōgen, Präfektur Niigata) ist ein ehemaliger japanischer Nordischer Kombinierer.

## Werdegang
Kitamura trat erstmals bei Skisprungwettbewerben international in Erscheinung, als er Mitte September 1996 in Hakuba erfolglos versuchte, sich für das Continental-Cup-Springen zu qualifizieren. In der Nordischen Kombination ging er spätestens seit der Saison 1997/98 an den Start, denn in jenem Winter konnte er seine ersten Punkte im zweitklassigen B-Weltcup erzielen. Bei der Universiade 1999 in Poprad gewann Kitamura die Silbermedaille im Sprint. Seinen Durchbruch hatte er im Winter 2003/04, in dem er im B-Weltcup vier Wettbewerbe gewinnen und die Wettkampfserie auf dem dritten Rang in der Gesamtwertung abschließen konnte. Darüber hinaus gelang ihm am 2. Januar 2004 beim Sprint in Reit im Winkl erstmals der Sprung in die Punkteränge beim Weltcup. Nach weiteren guten Ergebnissen belegte er in der Weltcup-Gesamtwertung den 24. Platz. Auch in der darauffolgenden Weltcup-Saison lief Kitamura regelmäßig unter die besten Dreißig und wurde vor dem Hintergrund dieser Leistungen für die Nordischen Skiweltmeisterschaften 2005 in Oberstdorf nominiert. Dort belegte er Rang 28 im Sprint und wurde zudem gemeinsam mit Yōsuke Hatakeyama, Makoto Masaki und Junpei Aoki Neunter im Team. Als Karrierehöhepunkt galt seine Teilnahme an den Olympischen Winterspielen 2006 in Pragelato, bei denen er im Gundersen Einzel 43. wurde sowie zusammen mit Daito Takahashi, Norihito Kobayashi und Yōsuke Hatakeyama den sechsten Rang im Team erreichte. Bei den japanischen Meisterschaften 2007 in Hakuba gewann Kitamura im Sprint von der Normalschanze seinen ersten und einzigen Meistertitel. Im Jahr 2008 beendete er seine Karriere.
In der Weltcup-Saison 2020/21 war Kitamura Teil des Trainerstabs des japanischen Nationalteams.

## Erfolge

### B-Weltcup-Siege im Einzel
| Nr. | Datum             | Ort          | Disziplin               |
| --- | ----------------- | ------------ | ----------------------- |
| 1.  | 13. Dezember 2003 | Lillehammer  | Sprint Großschanze      |
| 2.  | 14. Februar 2004  | Nozawa Onsen | Gundersen Normalschanze |
| 3.  | 16. Februar 2004  | Hakuba       | Massenstart Großschanze |
| 4.  | 17. Februar 2004  | Hakuba       | Sprint Großschanze      |

## Statistik

### Weltcup-Platzierungen
| Saison  | Platz | Punkte |
| ------- | ----- | ------ |
| 2003/04 | 24.   | 161    |
| 2004/05 | 26.   | 159    |
| 2005/06 | 55.   | 033    |

### B-Weltcup-Platzierungen
| Saison  | Platz | Punkte |
| ------- | ----- | ------ |
| 1997/98 | 38.   | 038    |
| 1998/99 | 60.   | 020    |
| 1999/00 | 75.   | 006    |
| 2001/02 | 34.   | 053    |
| 2003/04 | 03.   | 588    |
| 2005/06 | 26.   | 170    |
| 2006/07 | 90.   | 002    |